# Zalutschia
Zalutschia is een muggengeslacht uit de familie van de Dansmuggen (Chironomidae).

## Soorten
- Z. briani Soponis, 1979
- Z. furcarca Saether, 1976
- Z. humphriesiae Dowling & Murray, 1980
- Z. lingulata Saether, 1976
- Z. mallae Tuiskunen, 1986
- Z. megastyla (Shilova, 1971)
- Z. mucronata (Brundin, 1949)
- Z. obseptus (Webb, 1969)
- Z. paratatrica (Chernovskii, 1949)
- Z. pusa Saether, 1976
- Z. sivertseni (Aagard, 1979)
- Z. tatrica (Pagast, 1935)
- Z. tornetraeskensis (Edwards & Thienemann, 1941)
- Z. trigonacies Saether, 1976
- Z. vockerothi Saether, 1976
- Z. xethis (Roback, 1957)
- Z. zalutschicola Lipina, 1939